# بمب‌گذاری‌های ۲۰۱۷ مصر

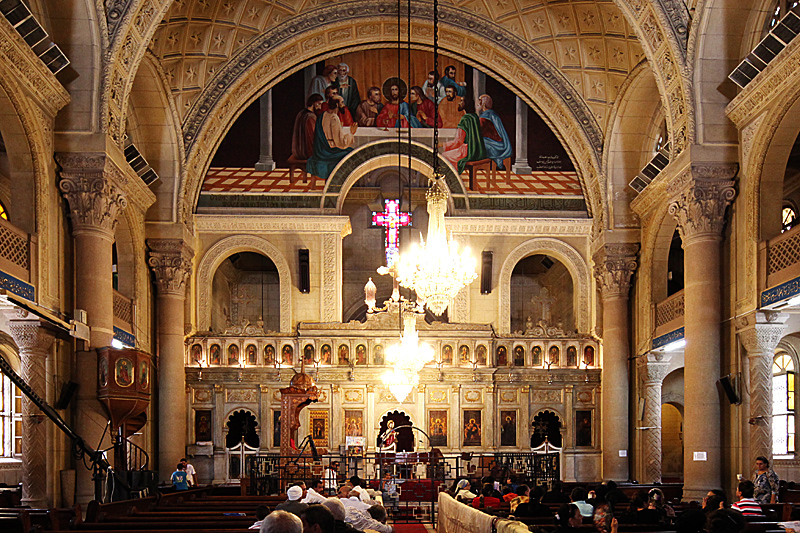
کلیسای جامع ارتدوکس قبطی سنت مارک

در روز عید یک‌شنبه نخل، در تاریخ ۹ آوریل ۲۰۱۷ در یک رشته بمب‌گذاری‌های انتحاری، دو بمب در کلیسای سنت جورج در شهر شمالی طنطا، مصر در دلتای رود نیل و کلیسای جامع ارتدوکس قبطی سنت مارک، مهم‌ترین کلیسای قبطی در اسکندریه منفجر شدند. پس از حملات، رئیس‌جمهور مصر سیسی شورای امنیت کشور را فراخواند. در این حملات حداقل ۴۵تن کشته و ۱۳۶ تن نیز زخمی شده‌اند. داعش شاخه صحرای سینا مسئولیت این حملات را پذیرفته است.
این انفجارها در حالی رخ داد که همزمان با سایر مسیحیان جهان در این کلیساها مراسم عید سَباسب که یکی از مناسبتهای مهم مسیحیان است، برپا بود.

## تلفات
در این بمب‌گذاری‌ها در شهر طنطا حداقل ۲۷ تن کشته و ۷۰ تن زحمی شده‌اند و در شهر اسکندریه نیز ۱۶ تن کشته و ۶۶ تن زخمی شده‌اند. در مجموع تلفات این بمب‌گذاری‌ها بیش از ۴۳ کشته و بیش از ۱۳۶ زخمی بوده‌است.
تلویزیون دولتی مصر نیز گزارش داد که در اسکندریه هم یک بمب‌گذار انتحاری سعی کرد وارد کلیسای مرقص قدیس شود اما یک مأمور پلیس مانع او شد ولی شخص حمله‌کننده خود را منفجر کرد و مأمور پلیس نیز همراه وی کشته شد. در این انفجار دو افسر و یک درجه دار دیگر پلیس هم کشته شدند.

## عکس العمل‌ها

### داخلی
عبدالفتاح سیسی رئیس‌جمهور مصر بعد از دو انفجار انتحاری به مدت ۳ ماه وضعیت اضطراری اعلام کرد. وی در یک سخنرانی تلویزیونی گفت: «وضعیت اضطراری به مدت سه ماه به طول خواهد انجامید. علاوه بر این، تعدادی از اقدامات دیگر نیز بکار گرفته خواهد شد».
سیسی همچنین به شورای امنیت اعلام کرد و گفت که زخمیان این حادثه می‌توانند در بیمارستان‌های نظامی مراقبت شوند.